# 日本浮世絵博物館
日本浮世絵博物館（にほんうきよえはくぶつかん）は、長野県松本市島立にある浮世絵の博物館。

## 概要
約10万点（うち肉筆浮世絵が約千点）の収蔵品は質・量ともに日本でも有数の浮世絵博物館である。世界各地で展覧会を開催している。
収蔵品は江戸時代松本の豪商であった酒井家5代200年にわたる「酒井コレクション」が中心となる。酒井家6代目の酒井平助義明から浮世絵の蒐集を始め、明治維新後、8代目の酒井藤兵衛が東京に酒井好古堂を開業し、浮世絵の学術的研究が子孫に受け継がれ、海外での展覧会も開催された。そして1982年にその集大成としてこの博物館が開館した。建物は建築家篠原一男の設計による。

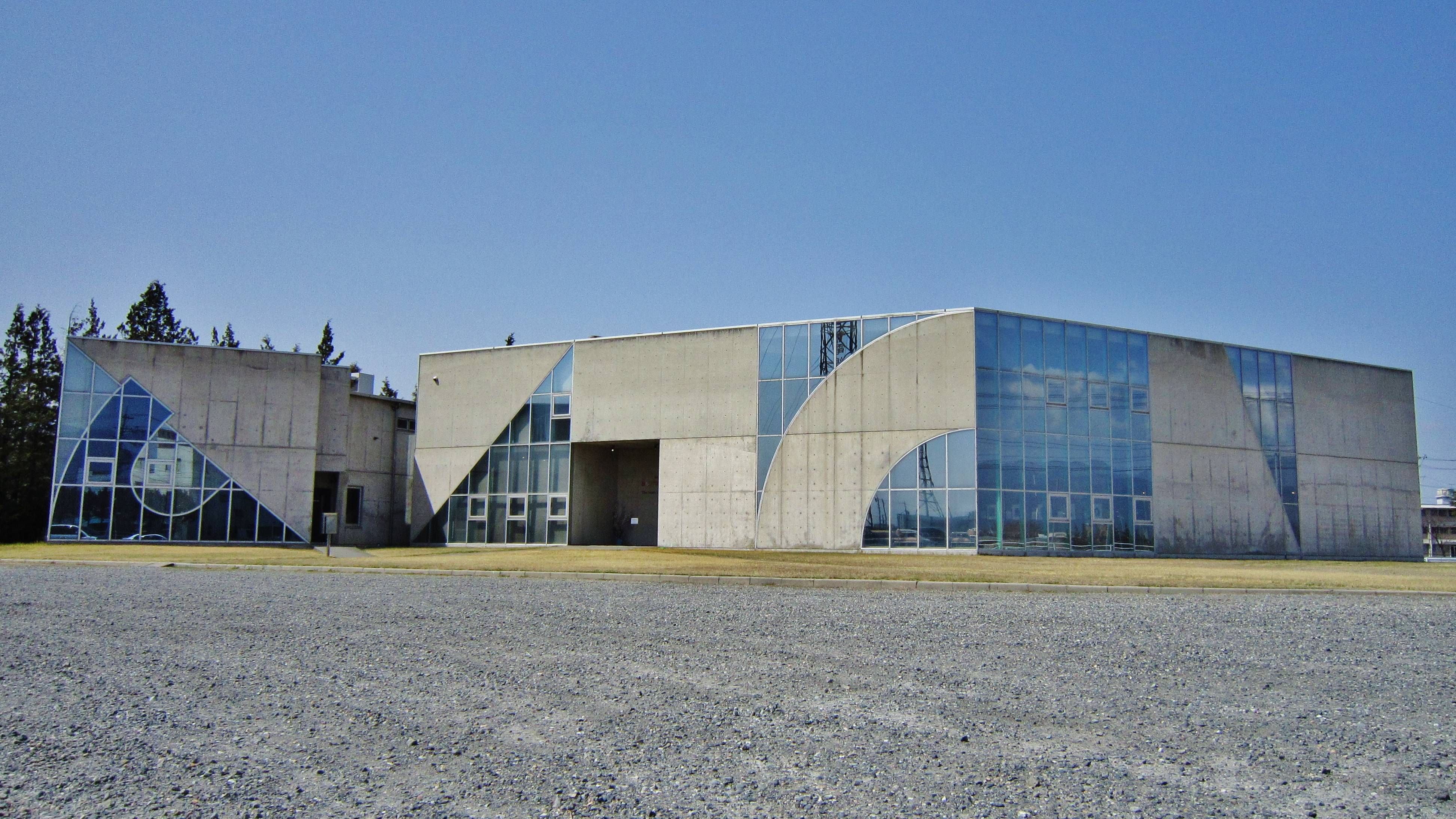
建物全景
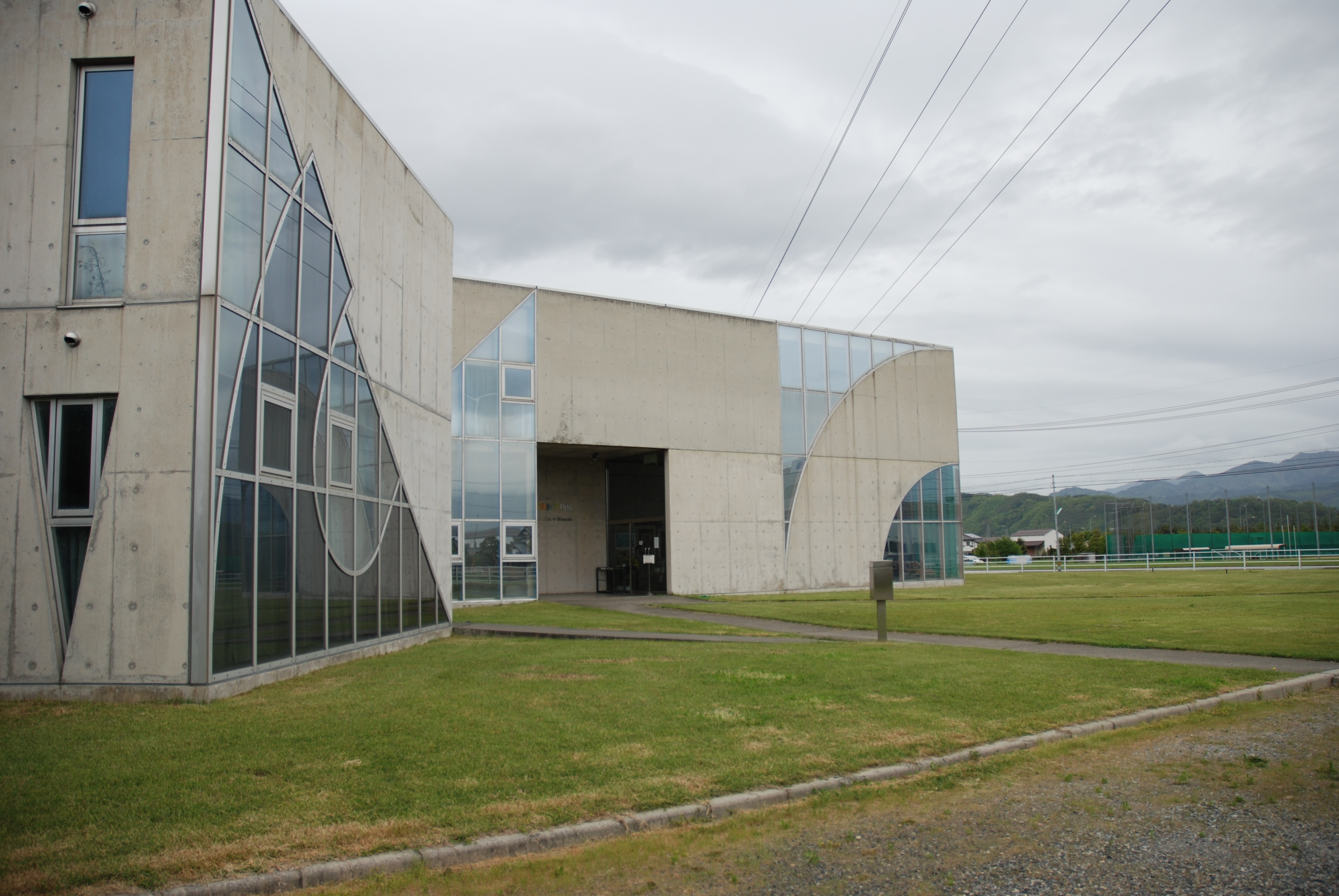
建物玄関

## アクセス
- アルピコ交通（通称・松本電鉄）上高地線大庭駅下車。徒歩15分。
- 長野自動車道・松本インターチェンジより車で5分。
- 松本市地域連携バス（運行：アルピコ交通（通称・松本電鉄バス）） 松本島内線・小宮系統（旧タウンスニーカー西コース（ロングコース））浮世絵博物館・歴史の里下車。松本駅アルプス口より約20分。